# Aloys Becker
Aloys Becker (* 21. Juli 1898 in Contwig/Pfalz; † 21. März 1982 in Frankfurt/Main) war Richter beim Bundesdisziplinarhof und Leiter des Polizeiamts Gelsenkirchen.

## Leben
Aloys Becker absolvierte 1916 sein Abitur und leistete Kriegsdienst als Fahnenjunker im 7. Rheinischen Infanterie-Regiment Nr. 69 und war in Flandern eingesetzt. Nach dem Kriege studierte er Rechtswissenschaften in Göttingen, Freiburg, Würzburg und München. Nach den beiden Staatsexamina kam er am 1. September 1925 in den Reichsfinanzdienst. Am 1. Februar 1929 folgte die Ernennung zum Regierungsrat im preußischen Finanzdienst in Altona. Ein Jahr später wurde er in das Polizeipräsidium Altona abgeordnet. 1930 wechselte Becker zur Bezirksregierung Arnsberg. Bevor er am 1. September 1933 zum stellvertretenden Leiter des Polizeiamts Gelsenkirchen ernannt wurde, war er im Polizeipräsidium Berlin als Referent und im Polizeiamt Wilmersdorf tätig. Zum Jahresbeginn 1934 wurde er definitiv Leiter der Polizeibehörde Gelsenkirchen. Bereits nach kurzer Zeit folgte die Versetzung zur Bezirksregierung Stade und später zum Oberpräsidium Koblenz. Nach dem Kriege kam Becker zur Nord-Rheinprovinz nach Bonn und später nach Düsseldorf, wo er Referent und designierter Vertreter des Oberpräsidenten war.  Im Herbst 1946 bekleidete er das Amt des Hochschulreferenten im Kultusministerium des Landes Nordrhein-Westfalen und wurde im Juli 1949 mit der Leitung der Beschaffungsabteilung beauftragt. Von Mai 1954 an war Becker Richter beim Bundesdisziplinarhof in Berlin. In diesem Amt blieb er bis zu seiner Versetzung in den Ruhestand zum 31. Juli 1963.
Becker war Mitglied des Zentrum und aktiv an der katholischen Widerstandsbewegung im Rheinland beteiligt.